# Канко (стадион)
«Канко» (яп. 岡山県総合グラウンド陸上競技場) — многофункциональный стадион, расположенный в городе Окаяма, префектура Окаяма, Япония. Является домашней ареной футбольного клуба Джей-лиги «Фаджиано Окаяма». Стадион вмещает 20 000 зрителей и был открыт в 1957 году. На стадионе проводились также матчи Чемпионата Японии по регби.

## История
С 2001 года по май 2003 года производилась реконструкция. С февраля 2010-го стадион носит своё нынешнее название.

## Транспорт
- Синкансэн Нодзоми и Санъё-синкансэн: станция Окаяма — 20 минут пешком.